# Barret Jackman
Barret Jackman (né le 5 mars 1981 à Trail en Colombie-Britannique) est un joueur professionnel canadien de hockey sur glace évoluant au poste de défenseur.

## Biographie

### Carrière de joueur

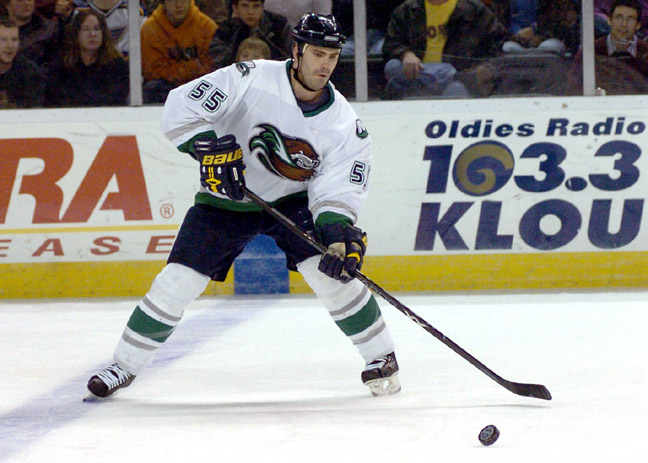
Jackman avec les River Otters du Missouri en 2004-2005.

Les Blues le choisirent au premier tour, 17e en tout au repêchage d'entrée dans la LNH 1999. Il termina la saison 2002-2003 avec un différentiel de +23 et le meilleur temps de jeu moyen de toutes les recrues de la Ligue nationale de hockey. Jackman n'est pas une menace offensive, mais son excellent positionnement sur la glace, son maniement de la rondelle et son solide jeu physique compensent entièrement cette lacune; il remporta même le trophée Calder cette saison-là, battant de peu Henrik Zetterberg des Red Wings de Détroit, un attaquant. Les défenseurs à caractère défensif comme Jackman ne gagnent que très rarement des trophées pour leurs accomplissements sur la glace, alors qu'il soit jugé meilleure recrue en dit long sur le talent de ce jeune canadien.
Jackman fut mis au rancart pour la majeure partie de la saison 2003-2004 à cause d'une épaule disloquée qui le limita à 15 parties - suite décevante à une première campagne splendide.
La saison suivante, le lock-out le contraint à jouer avec les River Otters du Missouri. À la reprise des activités en 2005-2006, Jackman fut fait l'un des capitaines de l'équipe (il porta le "A" sur son maillot toute la saison). Il joua la majeure partie de la saison, l'une des pires de l'histoire des Blues, mais manqua néanmoins 20 matches à cause de blessures, dont les dernières semaines. Il termina la saison avec 8 buts et 24 passes, pour 32 points.
Après 16 ans dans l'organisation des Blues, il devient agent libre à la date du 1er juillet 2015 et signe un contrat de deux ans, total de 4 M $ avec les Predators de Nashville. Après seulement une saison, les Predators décident de racheter son contrat et devient à nouveau agent libre.

### Carrière internationale
Il représente le Canada En équipe nationale. Il est médaillé d'or lors du championnat mondial de 2007.

## Statistiques

### En club
| Saison     | Équipe                   | Ligue      |     | Saison régulière | Saison régulière | Saison régulière | Saison régulière | Saison régulière |   | Séries éliminatoires | Séries éliminatoires | Séries éliminatoires | Séries éliminatoires | Séries éliminatoires |
| Saison     | Équipe                   | Ligue      | PJ  | B                | A                | Pts              | Pun              | PJ               | B | A                    | Pts                  | Pun                  |                      |                      |
| 1997-1998  | Pats de Regina           | LHOu       | 68  | 2                | 11               | 13               | 224              | 9                | 0 | 3                    | 3                    | 32                   |                      |                      |
| 1998-1999  | Pats de Regina           | LHOu       | 70  | 8                | 36               | 44               | 259              | -                | - | -                    | -                    | -                    |                      |                      |
| 1999-2000  | Pats de Regina           | LHOu       | 53  | 9                | 37               | 46               | 175              | 6                | 1 | 1                    | 2                    | 19                   |                      |                      |
| 1999-2000  | IceCats de Worcester     | LAH        | -   | -                | -                | -                | -                | 2                | 0 | 0                    | 0                    | 13                   |                      |                      |
| 2000-2001  | Pats de Regina           | LHOu       | 43  | 9                | 27               | 36               | 138              | 6                | 0 | 3                    | 3                    | 8                    |                      |                      |
| 2001-2002  | IceCats de Worcester     | LAH        | 75  | 2                | 12               | 14               | 266              | 3                | 0 | 1                    | 1                    | 4                    |                      |                      |
| 2001-2002  | Blues de Saint-Louis     | LNH        | 1   | 0                | 0                | 0                | 0                | 1                | 0 | 0                    | 0                    | 2                    |                      |                      |
| 2002-2003  | Blues de Saint-Louis     | LNH        | 82  | 3                | 16               | 19               | 190              | 7                | 0 | 0                    | 0                    | 14                   |                      |                      |
| 2003-2004  | Blues de Saint-Louis     | LNH        | 15  | 1                | 2                | 3                | 41               | -                | - | -                    | -                    | -                    |                      |                      |
| 2004-2005  | River Otters du Missouri | UHL        | 28  | 3                | 17               | 20               | 61               | 3                | 0 | 0                    | 0                    | 4                    |                      |                      |
| 2005-2006  | Blues de Saint-Louis     | LNH        | 63  | 4                | 6                | 10               | 156              | -                | - | -                    | -                    | -                    |                      |                      |
| 2006-2007  | Blues de Saint-Louis     | LNH        | 70  | 3                | 24               | 27               | 82               | -                | - | -                    | -                    | -                    |                      |                      |
| 2006-2007  | Rivermen de Peoria       | LAH        | 1   | 0                | 0                | 0                | 0                | -                | - | -                    | -                    | -                    |                      |                      |
| 2007-2008  | Blues de Saint-Louis     | LNH        | 78  | 2                | 14               | 16               | 93               | -                | - | -                    | -                    | -                    |                      |                      |
| 2008-2009  | Blues de Saint-Louis     | LNH        | 82  | 4                | 17               | 21               | 86               | 4                | 0 | 1                    | 1                    | 5                    |                      |                      |
| 2009-2010  | Blues de Saint-Louis     | LNH        | 66  | 2                | 15               | 17               | 81               | -                | - | -                    | -                    | -                    |                      |                      |
| 2010-2011  | Blues de Saint-Louis     | LNH        | 60  | 0                | 13               | 13               | 57               | -                | - | -                    | -                    | -                    |                      |                      |
| 2011-2012  | Blues de Saint-Louis     | LNH        | 81  | 1                | 12               | 13               | 57               | 9                | 0 | 1                    | 1                    | 21                   |                      |                      |
| 2012-2013  | Blues de Saint-Louis     | LNH        | 46  | 3                | 9                | 12               | 39               | 6                | 1 | 1                    | 2                    | 10                   |                      |                      |
| 2013-2014  | Blues de Saint-Louis     | LNH        | 79  | 3                | 12               | 15               | 97               | 6                | 1 | 2                    | 3                    | 6                    |                      |                      |
| 2014-2015  | Blues de Saint-Louis     | LNH        | 80  | 2                | 13               | 15               | 47               | 6                | 0 | 0                    | 0                    | 4                    |                      |                      |
| 2015-2016  | Predators de Nashville   | LNH        | 73  | 1                | 4                | 5                | 76               | 14               | 0 | 0                    | 0                    | 22                   |                      |                      |
| Totaux LNH | Totaux LNH               | Totaux LNH | 876 | 29               | 157              | 186              | 1 102            | 53               | 2 | 5                    | 7                    | 84                   |                      |                      |

### En équipe nationale
| Année | Compétition                 |   | PJ | B | A | Pts | Pun                |  | Résultat |
| 2000  | Championnat du monde junior | 7 | 0  | 1 | 1 | 8   | Médaille de bronze |  |          |
| 2001  | Championnat du monde junior | 7 | 0  | 3 | 3 | 10  | Médaille de bronze |  |          |
| 2007  | Championnat du monde        | 9 | 0  | 2 | 2 | 6   | Médaille d'or      |  |          |

## Honneurs personnel
- Récipiendaire du Trophée Calder en 2003